# Ajuricaba (kommun)
Ajuricaba är en kommun i Brasilien.   Den ligger i delstaten Rio Grande do Sul, i den södra delen av landet, 1 500 km söder om huvudstaden Brasília. Antalet invånare är 7 255.
Följande samhällen finns i Ajuricaba:
- Ajuricaba

Trakten runt Ajuricaba består till största delen av jordbruksmark. Runt Ajuricaba är det ganska glesbefolkat, med 42 invånare per kvadratkilometer.